# Simataniari Jae
Simataniari Jae is een bestuurslaag in het regentschap Padang Lawas Utara van de provincie Noord-Sumatra, Indonesië. Simataniari Jae telt 146 inwoners (volkstelling 2010).